# Масахару Сузуки
Масахару Сузуки (јап. 鈴木 正治; 3. август 1970) бивши је јапански фудбалер.

## Каријера
Током каријере је играо за Јокохама Маринос и Нагоја Грампус.

## Репрезентација
За репрезентацију Јапана дебитовао је 1995. године. За тај тим је одиграо 2 утакмице.

## Статистика
| Јапан  | Јапан   | Јапан  |
| Година | Наступи | Голови |
| ------ | ------- | ------ |
| 1995.  | 1       | 0      |
| 1996.  | 1       | 0      |
| Укупно | 2       | 0      |